# Amphiesmenoptera

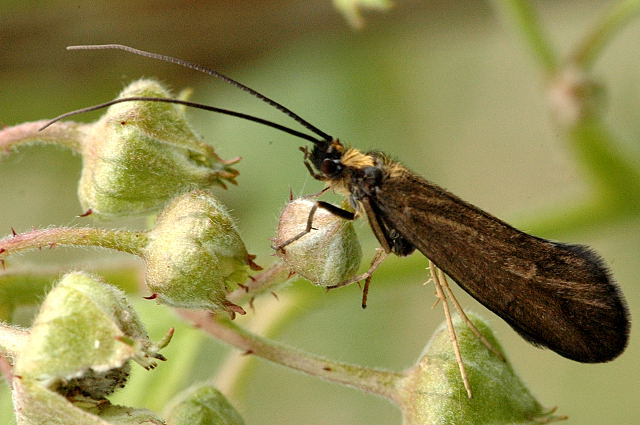
Sericostoma personatum (Trichoptera)

Los anfiesmenópteros (Amphiesmenoptera) son un superorden de insectos neópteros establecido por Willi Hennig en su revisión de la taxonomía de insectos, que incluye dos órdenes hermanos: Lepidoptera y Trichoptera.

## Características
Los tricópteros y los lepidópteros comparten un número de caracteres derivados (sinapomorfias) que demuestran su origen común:
- las hembras, y no los machos son heterogaméticos, es decir que sus cromosomas sexuales son desiguales;
- setas o cerdas densas en las alas (modificadas en escamas en Lepidoptera);
- una distribución especial de la venación en las alas anteriores (vena anal con doble lazo);
- larvas con piezas bucales y glándulas para fabricar y manipular seda.

Por eso los dos órdenes hermanos están agrupados en Amphiesmenoptera. Este grupo posiblemente evolucionó en el Jurásico, por divergencia con el grupo extinto Necrotaulidae. Lepidoptera difiere de Trichoptera en varios caracteres, incluyendo detalles de venación de las alas, forma de las escamas alares, pérdida de los cercos, pérdida de los ocelos y cambios en las patas.
Se considera que Amphiesmenoptera es el taxón hermano de Antliophora, un superorden propuesto que comprende Diptera, Siphonaptera y Mecoptera. Juntos, Amphiesmenoptera y Antliophora componen el grupo Mecopterida.